# Vidyard
A Vidyard é uma empresa de software com sede em Kitchener, Ontário, que cria software para hospedar e analisar o desempenho de vídeo. Fundada em maio de 2010, a Vidyard visa fornecer aos clientes as ferramentas e análises necessárias para impulsionar o crescimento dos negócios por meio de vídeo.

## Começo
Originalmente começando como um projeto de projeto do quarto ano na Universidade de Waterloo, os fundadores Michael Litt, Devon Galloway e Edward Wu lançaram a empresa em agosto de 2011. Em 17 de novembro de 2011, a Vidyard anunciou 1,65 milhão de dólares em financiamento inicial da Softech VC., Co-fundador do YouTube Jawed Karim, Y Combinator e criador do GMail, Paul Buchheit. Entre a turma de formandos da Y Combinator, o Vidyard foi listado como o segundo entre cinco startups para ficar de olho, bem como a quinta entre as 15 startups mais importantes do Canadá.

## História
Michael Litt estava indo em seu último ano de escola, enquanto ele estava criando vídeos de curta explicação para as empresas, juntamente com o co-fundador Devon Galloway. A maioria de seus clientes colocava seus vídeos on-line no YouTube e no Vimeo, mas estavam reclamando dos dois produtos. Enquanto pensava em ideias para o seu projeto de design de final de currículo, Michael Litt decidiu construir o Vidyard, para resolver os problemas de hospedagem de vídeo que seus clientes estavam tendo. Depois de se formar, ele se inscreveu na Y Combinator e começou a levantar fundos para lançar a empresa.

## Principais características

### Teste de divisão A / B
Várias miniaturas / splashscreens podem ser enviadas para cada vídeo. As porcentagens de quantas vezes cada miniatura aparecerá podem ser especificadas em um painel e os cliques de reprodução são contados e analisados para cada miniatura.

### Syndication
O conteúdo pode ser agendado para várias plataformas sociais, incluindo YouTube, Facebook e Twitter. Quando um vídeo é enviado para o Vidyard, ele é enviado simultaneamente para outros serviços, juntamente com os metadados e as tags. Além disso, vídeos do YouTube podem ser colocados no player do Vidyard, o que significa que os vídeos não precisam ser hospedados no próprio serviço.

### Chamada para ações
O Vidyard oferece dois tipos diferentes de chamadas para ações. Um call-to-action pop-up é um quadro personalizável que desliza para fora do player em uma duração específica do vídeo. Os profissionais de marketing de vídeo geralmente usam esse recurso para "colocar um formulário de contato, um botão de compra, uma página de destino e muito mais no final dos vídeos".
O segundo tipo é uma chamada final para ação, que redireciona o player ou a página inteira em que o vídeo é incorporado em um local diferente.

### Personalização do jogador
O player do Vidyard pode ser personalizado pelo usuário por meio de um painel. A capa do player (estilo das barras de controle e outros elementos no vídeo), as cores e as animações podem ser especificadas pelo usuário. O Vidyard também oferece marcas d'água em todos os vídeos enviados. Os jogadores podem ser incorporados por meio de um código de script, iframe ou lightbox.

### Integrações
A plataforma do Vidyard se integra com ferramentas robustas e outras tecnologias de marketing usadas pela maioria dos profissionais de marketing diariamente. Algumas dessas integrações incluem conectividade em várias plataformas de automação de marketing, como Marketo e Eloqua, em sistemas de CRM, como Salesforce.com, e em software de campanha de email, como ExactTarget e Mailchimp. Recentemente, o Vidyard criou conectividade de API com o Adobe CMS, Gmail e Outlook. Essas integrações compõem as principais vantagens do Vidyard em comparação com outras no espaço da tecnologia de vídeo publicitário. 